# 真雙足蜥屬
真雙足蜥屬（學名：Eudibamus）是種已滅絕爬行動物，屬於副爬行動物波羅蜥科，生存於二疊紀早期的德國圖林根自由邦，約2億8400萬年前。真雙足蜥是種小型動物，身長約25公分。
真雙足蜥的正模標本（編號MNG 8852）是一個關節未脫落、幾乎完整的頭顱骨與身體骨骼。化石發現於圖林根森林的Bromacker採石場，屬於塔巴伯格組（ Tambach Formation）地層，地質年代約2億8400萬到2億7950萬年前，相當於二疊紀早期的阿丁斯克期。在2000年，Robert R. Reisz等人將這化石進行敘述、命名，模式種是E. cursoris。種名在古希臘文意為「奔跑者」。
真雙足蜥是目前已知最早的二足脊椎動物。